# Paul Sperry (tenor lírico)
Paul John Sperry (14 de abril de 1934 – 13 de junio de 2024) fue un tenor lírico estadounidense. Era conocido por interpretar música clásica y contemporánea en numerosos teatros y conciertos.

## Vida y carrera
Sperry nació en Chicago el 14 de abril de 1934. Obtuvo sus títulos de B.S. y M.S. en la Universidad de Harvard. Fue un tenor líricoy recitalista.
Sperry fue miembro de la facultad en la Escuela Juilliard  durante la década de 1980.
Sperry murió de insuficiencia cardíaca en Manhattan, el 13 de junio de 2024, a la edad de 90 años.

## Nota
1. ↑  Reautorización de la Ley de la Fundación para las Artes y las Humanidades de 1985: Audiencias conjuntas ante el Subcomité de Educación Selecta y el Subcomité de Educación Postsecundaria del Comité de Educación y Trabajo, Cámara de Representantes, Nonagésimo noveno Congreso, Primera Sesión, Audiencias celebradas en Washington, DC, 2 de mayo, 19 de junio y 10 de septiembre; Nueva York, NY, 31 de junio y Filadelfia, PA, 22 de julio de 1985, Imprenta del Gobierno de EE. UU., 1986